# Targa Florio 1933
Targa Florio 1933 je bila deveta neprvenstvena dirka v sezoni Velikih nagrad 1933. Odvijala se je 28. maja 1933 na italijanskem cestnem dirkališču Piccolo Circuito Madonie. Dirkači so štartali v časovnem intervalu. 

## Rezultati

### Dirka
| Poz | Št | Dirkač              | Moštvo           | Dirkalnik          | Krogi | Čas/Odstop |
| --- | -- | ------------------- | ---------------- | ------------------ | ----- | ---------- |
| 1   | 8  | Antonio Brivio      | Scuderia Ferrari | Alfa Romeo Monza   | 7     | 6:35:06.2  |
| 2   | 4  | Renato Balestrero   | Privatnik        | Alfa Romeo 8C-2300 | 7     | 6:55:52.6  |
| 3   | 5  | Guglielmo Carraroli | Scuderia Ferrari | Alfa Romeo Monza   | 7     | 7:07:45.0  |
| 4   | 12 | Carlo Gazzabini     | Privatnik        | Alfa Romeo 8C-2300 | 7     | 7:21:02.6  |
| 5   | 9  | Remo D'Alessio      | Privatnik        | Alfa Romeo 8C-2300 | 7     | 7:34:11.0  |
| 6   | 1  | Letterio Cucinotta  | Privatnik        | Bugatti T37        | 7     | 7:51:02.0  |
| Ods | 11 | Lillo Napoli        | Privatnik        | Alfa Romeo 8C-2300 | 5     |            |
| Ods | 7  | Giuseppe Virgilio   | Privatnik        | Alfa Romeo 6C      | 5     |            |
| Ods | 3  | Vincenzo Lo Bue     | Privatnik        | Alfa Romeo 6C-1750 | 5     |            |
| Ods | 13 | Pietro Ghersi       | Privatnik        | Alfa Romeo 8C-2300 | 4     |            |
| Ods | 10 | Baconin Borzacchini | Scuderia Ferrari | Alfa Romeo Monza   | 3     | Trčenje    |
| Ods | 14 | Francesco Toia      | Privatnik        | Bugatti T35        | 1     | Motor      |
| Ods | 6  | Costantino Magistri | Privatnik        | Alfa Romeo 8C-2300 | 1     |            |
| Ods | 2  | Agostino Giardina   | Privatnik        | Bugatti T37        | 1     |            |